# Jean d'Otreppe de Bouvette
Jean d'Otreppe de Bouvette (Luik, 16 februari 1920 - 6 mei 2018) was een Belgisch veteraan van de Tweede Wereldoorlog en een lijnpiloot.

## Levensloop
Jean d'Otreppe was de vijfde van de tien kinderen van baron Gustave d'Otreppe de Bouvette (1885-1956) en van Marie de Melotte de Lavaux (1892-1980). Gustave d'Otreppe was burgemeester van Aineffe, de gemeente waar het familiekasteel d'Otreppe zich bevindt.
De familie stamde af van de Famille d'Otreppe de Bouvette, onder meer van Théodore Dotreppe, baljuw Tussen-Samber-en-Maas, die in 1738 adellijke status verkreeg.
In 1816 werd Philibert d'Otreppe de Bouvette (1747-1822) onder het Verenigd koninkrijk der Nederlanden erkend in de erfelijke adel, terwijl zijn kleinzoon Adolphe d'Otreppe de Bouvette (1820-1879) in 1871 voor zichzelf en al zijn nakomelingen de titel baron verkreeg. Van die Adolphe was Jean de achterkleinzoon.
Bij het begin van de Tweede Wereldoorlog, pas twintig geworden, werd hij vrijwilliger bij de Belgische luchtmacht. Hij ontsnapte aan krijgsgevangenschap en einde 1943 vluchtte hij naar Engeland. Hij werd niet aanvaard bij de RAF en werd opgenomen in de Brigade Piron.
Op 4 augustus 1944 ontscheepte hij met de Brigade Piron, onder Canadees bevel, in Normandië. De Brigade bevrijdde Sallenelles, Merville, Franceville, Cabourg en Deauville. Op 3 september 1944 overschreed ze de Frans-Belgische grens en 's anderendaags reed ze triomfantelijk Brussel binnen. Vanaf 22 september nam de Brigade deel aan de gevechten in Nederland en dit tot 17 november.
Eenmaal gedemobiliseerd werd d'Otreppe beroepspiloot bij de Sabena (1951-1980). Zijn laatste vlucht deed hij in 1993 en in totaal bereikte hij 18.000 vluchturen. Hij werd ook een verwoede zweefvlieger en vestigde in deze sport talrijke records.
Vanaf 1972 interesseerde hij zich voor het vliegtuigbouwen. Zo bouwde hij een model Vary-Eze, met wie hij een eerste vlucht ondernam in 1984.
Jean d'Otreppe trouwde in 1947 met Nicole de Halleux en ze kregen vier kinderen. Op de hoge leeftijd die hij bereikte, was hij een van de laatste veteranen van de Brigade Piron.